# Yusuf Yazıcı
Yusuf Yazıcı (n. 29 ianuarie 1997) este un fotbalist turc care joacă pe postul de mijlocaș ofensiv pentru Trabzonspor din Süper Lig și pentru echipa națională de fotbal a Turciei.
După ce a jucat pentru Trabzonspor la grupele de copii, juniori și la echipele de tineret, a debutat pentru echipa mare în decembrie 2015, la vârsta de 18 ani, și de atunci a jucat în peste 50 de meciuri pentru club. A debutat la naționala mare a Turciei în iunie 2017.

## Cariera pe echipe

### Trabzonspor

#### Primii ani
Yazıcı s-a născut în orașul turc Trabzon. În timp ce studia la Liceul Anatolian Trabzon Erdogdu, a făcut parte din echipa de fotbal care a câștigat Campionatul Mondial de Fotbal al Liceelor. Apoi a ajuns la Trabzonspor și a semnat primul său contract de profesionist cu clubul pe 21 decembrie 2015. El și-a făcut debutul pentru echipă chiar în ziua următoare, în victoria din Cupa Turciei, scor 2-1 cu Gaziantepspor. Yazıcı și-a făcut debutul în Süper Lig în noul an pe 2 februarie 2016, intrând în locul lui Musa Nizam, într-o înfrângere scor 1-2 în fața lui Akhisar Belediyespor. El a marcat primele sale goluri pentru club pe 8 mai, înscriind o dublă și dând două pase de gol în victoria cu 6-0 cu Rizespor. În urma acestor goluri marcate, a devenit cel mai tânăr jucător care a înscris în sezonul 2015-2016 Süper League la vârsta de doar 19 ani. El a jucat în total în nouă meciuri din acest sezon, marcând de două ori pentru Trabzonspor care a terminat campionatul pe locul al doisprezecelea.

#### 2016-prezent
La mijlocul sezonului următor, pe 22 decembrie, a marcat primele goluri în cupă pentru echipă, dându-l pe primul în victoria scor 5-0 cu Kızılcabölükspor. După excluderea din lot a mijlocașului care era titular pe postul lui, Mehmet Ekici, Yazıcı a prins mai multe meciuri în prima echipă în anul următor, iar în martie a fost recompensat cu un nou contract de cinci ani în valoare de 250.000 lire turcești pe an. El a încheiat luna marcând într-o victorie scor 2-0 cu Galatasaray, un meci la care au fost prezenți scouteri ai lui Manchester United din Premier League și PSV Eindhoven din Eredivisie pentru a-l urmări. Yazıcı a încheiat sezonul cu șase goluri marcate în 22 de meciuri în toate competițiile.
În sezonul următor, pe 22 octombrie 2017, Yazıcı a primit primul său cartonaș roșu fiind eliminat în prelungiri, în meciul pierdut cu 1-0 cu Yeni Malatyaspor. Mai târziu în acea lună, a marcat primul său gol în acel sezon de campionat, într-un meci cu Galatasaray câștigat de echipa sa cu scorul de 2-1. În luna ianuarie a anului următor a fost numit de UEFA ca fiind unul dintre cei 50 de tineri jucători care merită să fie urmăriți în 2018. El a încheiat sezonul cu 10 goluri marcate și cu 5 pase de gol în 33 de meciuri.

## La națională

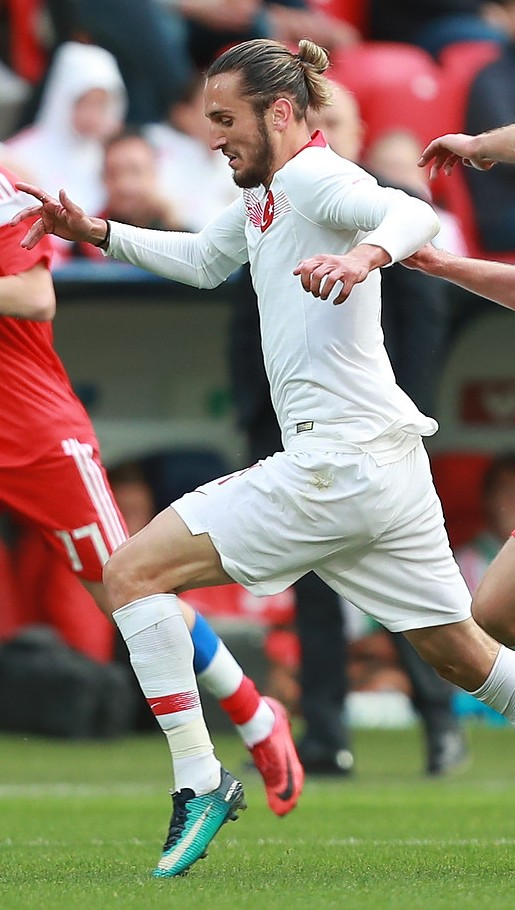
Yazıcı jucând pentru Turcia împotriva Rusiei într-un amical din 2018.

### Echipele naționale de tineret ale Turciei
Yazıcı și-a făcut debutul pentru echipa națională de fotbal a Turciei sub 19 ani la 25 februarie 2016 și a marcat primul gol al meciului câștigat cu 3-2 în fața Cehiei. Mai târziu, el și-a reprezentat țara si la naționala de tineret sub 21 de ani.

### Echipa națională a Turciei
Yazıcı și-a făcut debutul pentru echipa națională de fotbal a Turciei pe 11 iunie 2017, într-o victorie cu 4-1 din Calificările pentru Campionatul Mondial cu Kosovo și a dat o pasă de gol pentru al patrulea gol al Turciei.